# Mecistocephalus vanheurni
Mecistocephalus vanheurni är en mångfotingart som beskrevs av Chamberlin 1939. Mecistocephalus vanheurni ingår i släktet Mecistocephalus och familjen storhuvudjordkrypare. Inga underarter finns listade i Catalogue of Life.